# Colette Meek
Colette Meek (ur. 25 lipca 1986 w Edmonton) – kanadyjska siatkarka grająca na pozycji środkowej. Aktualnie jest siatkarką francuskiego USSP Albi Volley-Ball. Wychowanka klubu North Alberta VB Club.

## Kluby
| Klub                  | Kraj              | Lata      |
| North Alberta VB Club | Kanada            | 2002–2004 |
| ASU Sun Devils        | Stany Zjednoczone | 2004–2008 |
| USSP Albi Volley-Ball | Francja           | 2008–2010 |